# ویتوریو اورلندی
ویتوریو اورلندی (انگلیسی: Vittorio Orlandi؛ زادهٔ ۸ سپتامبر ۱۹۳۸) ورزشکار مسابقه اسب‌دوانی اهل ایتالیا بود.
وی در مسابقات کشوری و بین‌المللی در مجموع برندهٔ ۱ مدال برنز شده‌است.